# El curso de las cosas
El curso de las cosas (en italiano: Il corso delle cose) es la primera novela de Andrea Camilleri, escrita en Roma de abril de 1967 a diciembre de 1968 y publicada, después de varias propuestas rechazadas, por Antonio Lalli Editore en 1978. Fue publicado solo después de que el tema pasara a ser usado por la televisión, La mano sugli occhi, transmitido por la RAI en 1979. En 1998 la novela entró en el catálogo de la editorial Sellerio.

## Trama
El mismo autor advierte que cogió el título de una frase de Merleau-Ponty: «El curso de las cosas es sinuoso» para dar a entender cómo ciertos acontecimientos que cuando ocurrieron pensábamos que no tenían que ver con nosotros, al final descubrimos que, por su curso sinuoso, a veces llega a tener consecuencias para nosotros mismos.
Transcurre en un lugar de Sicilia, en los años cincuenta. 
En pocos días de septiembre ocurren dos cosas que alteran la tranquilidad del pueblo, el descubrimiento de un cadáver y el atentado contra don Vito, un trabajador tranquilo y honrado, contra el que se disparan dos tiros de pistola a título de advertencia.
Vito cae en la angustia, al no poder entender el por qué de este gesto, ya que es una persona tímida que siempre, por el bien de una vida tranquila, ha evitado involucrarse en cualquier asunto que no le incumba. Por si fuera poco, se suceden otras advertencias: las gallinas de su gallinero son sacrificadas, los hombres lo siguen y lo controlan. 
En su desesperación se aferra a todas las hipótesis y a todas las posibilidades para encontrar una explicación y una salida, pero siempre sin éxito. Poco a poco se da cuenta de que ha acabado, contra su voluntad, en un juego de intereses gravísimo y peligroso, además porque desde el día después de los disparos recibe una serie de visitas del mariscal Corbo, quien inmediatamente intuye que entre el cuerpo encontrado (no lejos de la tierra de Vito) y el tiroteo hay una conexión. De hecho, los dos eventos están vinculados, ambos originados por la necesidad de cubrir el tráfico de drogas internacional.

## Ediciones
- Andrea Camilleri (2000). Il corso delle cose (Quinta ed., con La memoria edición). Sellerio. p. 145. ISBN 88-389-1472-9.
- Andrea Camilleri (2000). El curso de las cosas (1.ª edición edición). Destino. p. 168. ISBN 978-84-233-3189-5.

- Datos: Q1568841